# Lasioglossum palaonicum
Lasioglossum palaonicum är en biart som först beskrevs av Cockerell 1939.  Lasioglossum palaonicum ingår i släktet smalbin, och familjen vägbin. Inga underarter finns listade i Catalogue of Life.